# 워킹 맘스
《워킹 맘스》(영어: Workin' Moms)는 캐나다의 시트콤이다.